# صنعت خودروسازی

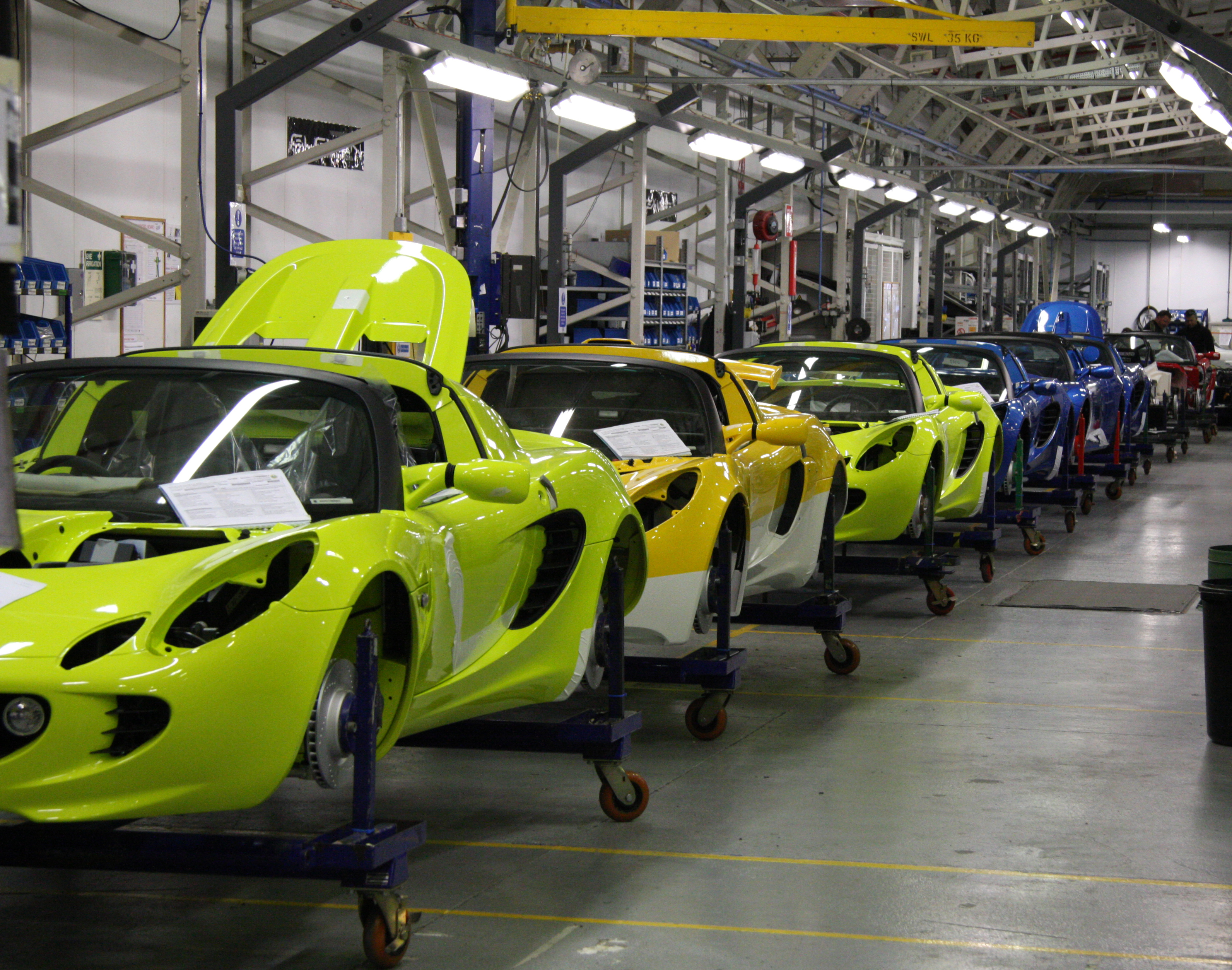
صنایع خودرویی در بریتانیا

صنایع خودروسازی همه‌ی بخش‌های طراحی، توسعه، تولید و فروش لوازم نقلیه موتوری را شامل می‌شود. مجموعه شرکت‌هایی که در طراحی، ساخت، بازاریابی و فروش وسایل نقلیه موتوری دخیلند، بخشی از این صنعت محسوب می‌شوند.
هنگامی که بازار در آمریکا و ژاپن راکد بود، آسیا و آمریکای جنوبی بسیار رشد کردند و قدرتمند شدند. همچنین از بازارهای بزرگ روسیه، برزیل، هند و چین هم اینگونه بنظر می‌رسد که بسیار سریع رشد کرده‌اند.
بنابر آمار سال ۲۰۰۷ میلادی حدود ۸۰۶ میلیون خودرو و کامیونت در جهان وجود دارد و سالیانه بیش از ۲۶۰ میلیارد گالن بنزین و گازوئیل مورد استفاده خودروها قرار می‌گیرد. این آمار به‌سرعت به ویژه در چین و هند در حال افزایش است. به عقیده برخی توسعه سامانه‌های ترابری شهری می‌تواند تا حدود بسیاری از مصرف بیش از حد انرژی بکاهد و در نتیجه تأثیرات بسیاری در سلامت افراد جامعه داشته باشد؛ اما با اینکه در این قسمت سرمایه‌گذاری بالایی انجام گرفته، کمتر شاهد خدمات‌دهی این بخش‌ها هستیم.

## تاریخچه خودروسازی
خودرو‌های اولیه چراغ‌های نفتی داشتند که رانندگی در شیب را سخت و خطرناک می‌کردند؛ سرعت متوسطشان ۲۰ کیلومتر بر ساعت بود و جالب تر اینکه ترمزهای مورد اعتمادی هم نداشتند و تصادف‌های وحشتناکی به وجود می‌آوردند. با آنها فقط به سمت جلو رانندگی کردن ممکن بود.
قبل از جنگ جهانی اول خودروها هندلی بودند و آنها را با هندل روشن می‌کردند اما بعد از جنگ جهانی اول خودروها تقریباً شکل امروزی را به خود گرفتند که خودروهای متنوع فرانسوی با موتورهای دایملر تولید می‌شدند.
اولدزموبیل اولین خودرویی بود که تعداد زیادی از آن تولید شد و هم همهٔ خاصی در میان مردم به پا کرد. اولدزموبیل توانست توجه عموم مردم را به خود جلب کند. توسط آن اولین مسابقات اتومبیلرانی فرانسه در سال ۱۸۹۴ نیز برگزار شد.

## فهرست ۲۰ تولیدکننده خودرو بر اساس حجم تولید در سال ۲۰۱۶
| رتبه | گروه خودرو سازی   | کشور                          | تعداد خودرو |
| ---- | ----------------- | ----------------------------- | ----------- |
| ۱    | تویوتا            | ژاپن                          | ۱۰٬۲۱۳٬۴۸۶  |
| ۲    | گروه فولکس‌واگن    | آلمان                         | ۱۰٬۱۲۶٬۲۸۱  |
| ۳    | هیوندای / کیا     | کره جنوبی                     | ۷٬۸۸۹٬۵۳۸   |
| ۴    | جنرال موتورز      | ایالات متحده آمریکا           | ۷٬۷۹۳٬۰۶۶   |
| ۵    | فورد              | ایالات متحده آمریکا           | ۶٬۴۲۹٬۴۸۵   |
| ۶    | نیسان             | ژاپن                          | ۵٬۵۵۶٬۲۴۱   |
| ۷    | هوندا             | ژاپن                          | ۴٬۹۹۹٬۲۶۶   |
| ۸    | گروه فیات کرایسلر | ایتالیا / ایالات متحده آمریکا | ۴٬۶۸۱٬۴۵۷   |
| ۹    | رنو               | فرانسه                        | ۳٬۳۷۳٬۲۷۸   |
| ۱۰   | گروه پی‌اس‌ای       | فرانسه                        | ۳٬۱۵۲٬۷۸۷   |
| ۱۱   | سوزوکی            | ژاپن                          | ۲٬۹۴۵٬۲۹۵   |
| ۱۲   | سایک موتور        | چین                           | ۲٬۵۶۶٬۷۹۳   |
| ۱۳   | دایملر            | آلمان                         | ۲٬۵۲۶٬۴۵۰   |
| ۱۴   | ب‌ام‌و              | آلمان                         | ۲٬۳۵۹٬۷۵۶   |
| ۱۵   | چانگان موتورز     | چین                           | ۱٬۷۱۵٬۸۷۱   |
| ۱۶   | مزدا              | ژاپن                          | ۱٬۵۸۶٬۰۱۳   |
| ۱۷   | بایک              | چین                           | ۱٬۳۹۱٬۶۴۳   |
| ۱۸   | دانگفنگ موتور     | چین                           | ۱٬۳۱۵٬۴۹۰   |
| ۱۹   | جیلی              | چین                           | ۱٬۲۶۶٬۴۵۶   |
| ۲۰   | گریت وال موتورز   | چین                           | ۱٬۰۹۴٬۳۶۰   |

## فهرست تولیدکنندگان بر اساس میزان تولید
جدول زیر، نمایانگر ۱۰ گروه برتر خودروسازی از نظر حجم تولید و زیرمجموعه‌های آن‌ها در سال ۲۰۱۶ می‌باشد.
| برند                                   | کشور                | مالکیت     | بازارها |
| -------------------------------------- | ------------------- | ---------- | --- |
| ۱. تویوتا ( ژاپن)                      |                     |            | |
| دایهاتسو                               | ژاپن                | زیرمجموعه  | اروپا، آسیا (به جز کره جنوبی و جنوب آسیا به جز سریلانکا)، آفریقا، آمریکای جنوبی                                                                            |
| هینو موتورز                            | ژاپن                | زیرمجموعه  | جنوب شرق آسیا، ژاپن، آمریکای شمالی، آمریکای مرکزی، آمریکای جنوبی، کارائیب                                                                                  |
| لکسوس                                  | ژاپن                | واحد تجاری | جنوب شرق آسیا، چین، ژاپن، کره جنوبی، خاور میانه، آمریکا، کانادا، اروپا، برزیل، کاستاریکا، پاناما، شیلی، پرو، بولیوی، استرالیا، نیوزلند، آفریقای جنوبی، هند |
| تویوتا                                 | ژاپن                | بخش        | جهانی |
| ۲. گروه فولکس واگن ( آلمان)            |                     |            | |
| آئودی                                  | آلمان               | زیرمجموعه  | جهانی |
| بنتلی                                  | بریتانیا            | زیرمجموعه  | جهانی |
| بوگاتی                                 | فرانسه              | زیرمجموعه  | جهانی به جز استرالیا |
| دوکاتی                                 | ایتالیا             | زیرمجموعه  | جهانی |
| لامبورگینی                             | ایتالیا             | زیرمجموعه  | جهانی |
| مان                                    | آلمان               | زیرمجموعه  | جهانی |
| نویستار اینترنشنال                     | ایالات متحده آمریکا | زیرمجموعه  | آمریکای شمالی، آمریکای جنوبی، روسیه، بریتانیا، یونان، اروپای شرقی، هند، خاورمیانه، چین، سنگاپور، کره جنوبی                                                 |
| پورشه                                  | آلمان               | زیرمجموعه  | جهانی |
| اسکانیا                                | سوئد                | زیرمجموعه  | جهانی به جز آمریکای شمالی |
| سئات                                   | اسپانیا             | زیرمجموعه  | اروپا، چین، سنگاپور، مکزیک، آمریکای مرکزی، آمریکای جنوبی، خاورمیانه، آفریقای جنوبی                                                                         |
| اشکودا                                 | جمهوری چک           | زیرمجموعه  | اروپا، آسیا، آمریکای مرکزی، آمریکای جنوبی، شمال آفریقا، غرب آفریقا، استرالیا، نیوزلند                                                                      |
| فولکس‌واگن                              | آلمان               | بخش        | جهانی |
| وسایل نقلیه تجاری فولکس‌واگن            | آلمان               | زیرمجموعه  | جهانی |
| VTB                                    | برزیل               | واحد تجاری | برزیل، مکزیک، نیجریه، آفریقای جنوبی |
| ۳. گروه هیوندای موتور ( کره جنوبی)     |                     |            | |
| جنسیس موتورز                           | کره جنوبی           | واحد تجاری | جهانی |
| هیوندای موتور                          | کره جنوبی           | بخش        | جهانی |
| کیا موتورز                             | کره جنوبی           | زیرمجموعه  | جهانی |
| ۴. جنرال موتورز ( ایالات متحده آمریکا) |                     |            | |
| بیوک                                   | ایالات متحده آمریکا | واحد تجاری | ایالات متحده، چین، اسراییل |
| کادیلاک                                | ایالات متحده آمریکا | واحد تجاری | آمریکای شمالی، خاورمیانه، چین، اروپا، ژاپن، کره جنوبی |
| شورولت                                 | ایالات متحده آمریکا | واحد تجاری | جهانی به جز استرالیا و نیوزلند |
| جی ام سی                               | ایالات متحده آمریکا | زیرمجموعه  | آمریکای شمالی، خاورمیانه |
| هالدن                                  | استرالیا            | زیرمجموعه  | استرالیا و نیوزلند |
| جیفنگ                                  | چین                 | واحد تجاری | چین |
| سایک-جی ام                             | چین                 | واحد تجاری | چین |
| اوز دوو                                | ازبکستان            | واحد تجاری | روسیه، آسیای مرکزی |
| ۵. فورد ( ایالات متحده آمریکا)         |                     |            | |
| فورد                                   | ایالات متحده آمریکا | بخش        | جهانی |
| لینکلن موتور کمپانی                    | ایالات متحده آمریکا | واحد تجاری | آمریکای شمالی، خاورمیانه، ژاپن، کره جنوبی، چین |
| ترولر                                  | برزیل               | زیرمجموعه  | آمریکای جنوبی، آفریقا |
| ۶. نیسان ( ژاپن)                       |                     |            | |
| داتسون                                 | ژاپن                | بخش        | اندونزی، هند، روسیه، آفریقای جنوبی |
| اینفینیتی                              | ژاپن                | زیرمجموعه  | جهانی به جز ژاپن، آفریقا، آمریکای جنوبی |
| نیسان                                  | ژاپن                | بخش        | جهانی |
| ۷. هوندا ( ژاپن)                       |                     |            | |
| اکیورا                                 | ژاپن                | بخش        | آمریکا، کانادا، مکزیک، چین |
| هوندا                                  | ژاپن                | بخش        | کل دنیا |
| ۸. گروه فیات کرایسلر ( ایتالیا)        |                     |            | |
| آبارت                                  | ایتالیا             | زیرمجموعه  | جهانی |
| آلفا رومئو                             | ایتالیا             | زیرمجموعه  | جهانی |
| کرایسلر (شاخه)                         | ایالات متحده آمریکا | بخش        | جهانی، به جز اروپا (صرف نظر از انگلیس و ایرلند)، آفریقا (صرف نظر از آفریقای جنوبی و مصر)، آسیای جنوبی، آسیای جنوب شرقی (صرف نظر از فیلیپین)                |
| دوج                                    | ایالات متحده آمریکا | بخش        | جهانی، به جز اروپا، آفریقا (صرف نظر از آفریقای جنوبی و مصر)، آسیای جنوبی، آسیای جنوب شرقی (صرف نظر از اندونزی و فیلیپین)                                   |
| فیات اتومبیلز                          | ایتالیا             | زیرمجموعه  | جهانی، به جز آفریقا (صرف نظر از آفریقای جنوبی)، ایران، آسیای جنوب شرقی و کانادا                                                                            |
| فیات پروفشنال                          | ایتالیا             | واحد تجاری | جهانی، به جز آفریقا (صرف نظر از آفریقای جنوبی), ایران، آسیای جنوب شرقی، آمریکا، کانادا                                                                     |
| جیپ                                    | ایالات متحده آمریکا | بخش        | جهانی، به جز آفریقا (صرف نظر از آفریقای جنوبی و مصر)، آسیای جنوبی، آسیای جنوب شرقی (صرف نظر از فیلیپین)                                                    |
| لانچیا                                 | ایتالیا             | بخش        | اروپا (صرف نظر از انگلیس و ایرلند) |
| مازراتی                                | ایتالیا             | زیرمجموعه  | جهانی |
| رم تراکس                               | ایالات متحده آمریکا | بخش        | آمریکا، کانادا، مکزیک، برزیل، خاورمیانه، پرو |
| ۹. رنو ( فرانسه)                       |                     |            | |
| داچیا                                  | رومانی              | زیرمجموعه  | اروپای شرقی، شمال آفریقا |
| لادا                                   | روسیه               | زیرمجموعه  | اروپای شرقی |
| رنو                                    | فرانسه              | زیرمجموعه  | جهانی به جز آمریکای شمالی |
| رنو سامسونگ موتورز                     | کره جنوبی           | زیرمجموعه  | کره جنوبی |
| ۱۰. گروه پی‌اس‌ای ( فرانسه)              |                     |            | |
| سیتروئن                                | فرانسه              | بخش        | جهانی به جز آمریکای شمالی، هند |
| پژو                                    | فرانسه              | بخش        | جهانی به جز آمریکای شمالی، هند |
| دی‌اس اتومبیلز                          | فرانسه              | بخش        | جهانی به جز آمریکای شمالی، هند، آفریقا |

## کاربردهای متالورژی در صنعت خودروسازی

### تقویت خواص مکانیکی

#### افزایش استحکام
پیشرفت‌های در حوزه متالورژی در تولید خودروها تأثیر زیادی بر استحکام و کیفیت آنها داشته است. استفاده از فناوری‌های جدید مانند فولادهای پیشرفته، آلومینیوم، و فیبرکربن بهبود قابلیت جذب انرژی در صورت برخورد، کاهش وزن خودرو، و افزایش مقاومت ساختاری را ایجاد کرده است. این اقدامات نه تنها باعث افزایش ایمنی خودروها شده‌اند بلکه کارایی سواری و بهره‌وری سوخت نیز بهبود یافته است .

#### افزایش سختی
پیشرفت‌های متالورژی در افزایش سختی بدنه و شاسی خودروها از طریق استفاده از مواد متفاوت و فناوری‌های پیشرفته رخ می‌دهد. از جمله تاثیرات مهم می‌توان  به موارد زیر اشاره کرد:
استفاده از فولادهای پیشرفته: فولادهای با کیفیت بالا و خواص مکانیکی بهینه، افزایش سختی و مقاومت به فشار و ضربه را در بدنه خودرو تضمین می‌کنند.

#### استفاده از آلومینیوم و فیبرکربن
مصالح سبک مانند آلومینیوم و فیبرکربن به خودروها سختی بالا و همچنین کاهش وزن و افزایش مقاومت ارائه می‌دهند.
فرایندهای پیشرفته تولید: تکنولوژی‌های جدید در فرایندهای تولید، مانند پرس شکل‌دهی هیدروفرمینگ و لیزر جوشکاری، امکان ایجاد شاسی‌ها و بدنه‌های با ساختارهای پیچیده و مقاومت بالا را فراهم می‌کنند.
این نوآوری‌ها بهبود سختی و مقاومت ساختاری خودروها را افزایش داده و در نتیجه، ایمنی و کارایی آنها را بهبود می‌بخشند

### استفاده از آلیاژ های پیشرفته
آلیاژهای پیشرفته در صنعت خودروسازی نقش مهمی در بهبود عملکرد، سبک‌تر کردن و افزایش مقاومت مواد بازی می‌کنند. تعدادی از آلیاژهای پرکاربرد عبارتند از:

#### آلومینیوم
استفاده از آلومینیوم در بخش‌هایی از بدنه و شاسی خودروها به کاهش وزن و افزایش کارایی سواری کمک کرده است. آلومینیوم همچنین مقاومت خوبی در برابر زنگ زدگی دارد.

#### فولادهای پیشرفته
لیاژهای فولادی با ترکیبات بهینه از عناصر مختلف، مانند مولیبدن و کرم، مقاومت بالا و سختی فوق‌العاده‌ای ارائه می‌دهند. این آلیاژها معمولاً در بخش‌های ایمنی و ساختاری خودروها مورد استفاده قرار می‌گیرند.

#### فیبرکربن
این آلیاژ به عنوان یک ماده سبک با استحکام بالا شناخته می‌شود. استفاده از فیبرکربن در بخش‌هایی از خودروها، مانند بدنه، به کاهش وزن و افزایش سختی کمک می‌کند.

#### تیتانیوم
با ویژگی‌های مقاومت در برابر حرارت و سبکی، تیتانیوم در بخش‌هایی از خودروها مانند سیستم‌های انتقال قدرت و سیستم‌های ترمز استفاده می‌شود.
این آلیاژها در کنار فناوری‌های تولید پیشرفته، موجب بهبود کیفیت، کارایی، و ایمنی خودروها می‌شوند.

### کاهش وزن و بهینه‌سازی ساختار

#### مواد سبک
استفاده از مواد سبک در ساخت خودروها تاثیر بسزایی در کاهش وزن آنها دارد، که این موضوع به چندین جنبه از جمله کارایی، مصرف سوخت و انتشار گازهای گلخانه‌ای ارتباط دارد .

#### تکنولوژی های جوشکاری و اتصالات جدید
تکنولوژی‌های جوشکاری و اتصالات در صنعت خودروسازی تحت تأثیر پیشرفت‌های فناوری به سرعت تغییر کرده‌اند. برخی از تکنولوژی‌ها و اتصالات جدید عبارتند از:
لیزر جوشکاری: استفاده از لیزر در جوشکاری قطعات فلزی به دقت بالا و عدم تغییر شکل زیاد در ناحیه اطراف جوش کمک می‌کند. این روش به ویژه در اتصالات بسیار دقیق مورد استفاده قرار می‌گیرد.
جوشکاری اصطکاکی: این روش، با استفاده از اصطکاک بین دو قطعه فلزی، جوش محلی را ایجاد می‌کند. این تکنولوژی برای اتصالات پیچیده و بدون جوش دیده می‌شود.
هیدروفرمینگ (Hydroforming): این فرایند با استفاده از فشار آب برای شکل‌دهی قطعات معدنی به شکل‌های پیچیده، قطعات خودروسازی را تولید می‌کند. این روش بهبود استحکام و کیفیت قطعات را فراهم می‌کند.
اتصالات چسبی (Adhesive Bonding): استفاده از چسب‌های قوی به عنوان روش اتصالات، به کاهش وزن خودرو و بهبود ایمنی و استحکام هم می‌آید. این روش معمولاً در اتصالات بین مواد مختلف مورد استفاده قرار می‌گیرد.
این تکنولوژی‌ها باعث بهبود کیفیت، کارایی، و مقاومت اتصالات در ساخت خودروها شده و به تولید خودروهای مدرن و پیشرفته کمک میکند

#### فناوری کامپوزیت ها
استفاده از کامپوزیت‌ها در ساخت خودروها تاثیر قابل توجهی در کاهش وزن و بهبود عملکرد دارد. کامپوزیت‌ها موادی هستند که از ترکیب دو یا چند ماده با خواص مختلف به دست می‌آیند . امپوزیت‌ها اغلب سبک‌تر از فلزها هستند و این امر به کاهش وزن کلی خودرو منجر می‌شود. این امر به بهبود کارایی، مصرف سوخت، و تجربه سواری کمک می‌کند .

### مقاومت در برابر خوردگی و زنگ زدگی

#### آلیاژ های مقاوم به خوردگی
آلیاژهای مقاوم به خوردگی در صنعت خودروسازی از اهمیت ویژه‌ای برخوردارند، زیرا خوردگی می‌تواند به سرعت باعث ضعف ساختاری و کاهش عمر مفید قطعات شود. برخی از آلیاژهای معمولاً استفاده شده در این زمینه عبارتند از:
آلومینیوم مقاوم به خوردگی: آلومینیوم با پوشش‌ها یا ترکیبات خاص می‌تواند مقاوم به خوردگی باشد. آلومینیوم ۵۰۵۲ و ۶۰۶۱ به دلیل مقاومت به خوردگی و خصوصیات سبک مورد استفاده قرار می‌گیرند.
آلیاژهای استیل مقاوم به خوردگی: استفاده از استیل‌های ضدزنگ (فولادهای زنگ‌نزنده) از جمله ۳۰۴ و ۳۱۶ در بخش‌هایی از خودروها که با مواد خوراکی مانند آب، خاک، یا مواد شیمیایی در تماس هستند، رایج  است .
تیتانیوم: تیتانیوم به دلیل مقاومت به خوردگی و استحکام بالا، معمولاً در بخش‌های خودرو که در معرض شرایط سخت و مایعات خوراکی هستند، مورد استفاده قرار می‌گیرد.
آلیاژهای مسی: برخی از آلیاژهای مسی نظیر برنز و نیکل-مس به دلیل مقاومت خوب به خوردگی، در بخش‌های خودروها که در معرض عوامل محیطی هستند، مورد استفاده قرار  می گیرند 

#### پوشش های ضد خوردگی
پوشش‌های ضد خوردگی یا ضدزنگ در خودروسازی به منظور حفاظت از قطعات در برابر خوردگی و زنگ زدگی استفاده می‌شوند. این پوشش‌ها می‌توانند از جلوگیری از تخریب و زنگ زدگی قطعات و ساختارهای فلزی در تماس با عوامل مختلف محیطی مانند آب، هوا، نمک، و مواد شیمیایی، مسئول باشند. برخی از انواع پوشش‌های زد خوردگی عبارتند از:
پوشش‌های آلی: این نوع پوشش‌ها معمولاً شامل رنگ‌ها و لعاب‌هایی هستند که به صورت فیلمی بر روی سطح قرار می‌گیرند و از خوردگی جلوگیری می‌کنند. این پوشش‌ها به عنوان لایه نهایی رنگ و جلوه زیبایی بر روی خودروها نیز مورد استفاده قرار می‌گیرند.
پوشش‌های فسفاته: این پوشش‌ها با اعمال یک لایه فسفاته بر روی سطح فلز، می‌توانند مانع از خوردگی شوند. فسفاته به صورت یک لایه نازک ایجاد می‌کند که سطح فلز را محافظت  میکند
پوشش‌های ضدزنگ فعال: این نوع پوشش‌ها مواد خاصی مثل آلومینیوم، روی، یا نیکل را بر روی فلزات می‌پوشانند تا از تماس مستقیم با عوامل محیطی و خوردگی جلوگیری کنند. 

## رنگهای خودرویی یا اتومبیلی چه رنگ هایی هستند؟
رنگ هایی که به عنوان رنگ اولیه یا فابریک در کارخانجات خودروسازی بر روی بخش های خارجی و داخلی اتومبیل ، اتوبوس ، کامیون و غیره اعمال می گردند. همچنین رنگ هایی که هنگام تعمیرات بدنه خودروها در تعمیرگاه ها مصرف می گردند را رنگ خودرویی یا اتومبیلی می نامند.
رنگ‌های خودرویی به طور کلی به دسته‌های مختلفی تقسیم می‌شوند که هر کدام ویژگی‌ها و ظاهر خاص خود را دارند. این دسته‌ها شامل رنگ‌های معمولی (معروف به رنگ روغنی)، متالیک، صدفی، مات، براق و رنگ‌های خاص می‌شوند. انتخاب رنگ مناسب برای خودرو به سلیقه شخصی، نوع خودرو و شرایط نگهداری بستگی دارد.

انواع رنگ خودرو:
- رنگ معمولی (روغنی):  این نوع رنگ رایج‌ترین رنگ برای خودروها است و به صورت یک لایه رنگ اصلی به همراه یک روکش شفاف و بی‌رنگ برای محافظت و براقیت اجرا می‌شود. معمولاً در رنگ‌های اصلی مانند سفید، مشکی، آبی و خاکستری استفاده می‌شود.
- رنگ متالیک:  این رنگ‌ها حاوی ذرات فلزی کوچکی هستند که به بدنه خودرو درخشندگی و جلوه خاصی می‌بخشند. این ذرات فلزی باعث می‌شوند رنگ در زوایای مختلف نور، تغییراتی در ظاهر خود نشان دهد.
- رنگ صدفی:  رنگ صدفی ساختاری مشابه رنگ متالیک دارد، اما به جای ذرات فلزی از لایه‌هایی از کریستال‌های سرامیکی به نام میکا استفاده می‌کند. این نوع رنگ نیز باعث درخشندگی و تغییر رنگ جزئی در بدنه خودرو می‌شود.
- رنگ مات:  رنگ مات ظاهری کدر و بدون براقیت دارد و معمولاً در خودروهای لوکس و اسپرت استفاده می‌شود. این نوع رنگ به دلیل عدم بازتاب نور، ظاهری خاص و مدرن به خودرو می‌بخشد.
- رنگ براق:  این نوع رنگ‌ها با استفاده از پوشش‌های خاص، سطحی براق و درخشنده به بدنه خودرو می‌بخشند و معمولاً در کنار سایر رنگ‌ها به کار می‌روند تا جلوه بیشتری به خودرو بدهند.
- رنگ‌های خاص و سفارشی:  این رنگ‌ها شامل رنگ‌هایی هستند که به سفارش مشتری و با توجه به سلیقه خاص او اجرا می‌شوند و ممکن است ترکیبی از رنگ‌های مختلف یا طرح‌های خاص باشند.

نکات مهم در انتخاب رنگ خودرو:
- سلیقه شخصی:  رنگ خودرو باید با سلیقه و شخصیت صاحب خودرو همخوانی داشته باشد.
- نوع خودرو:  برخی از رنگ‌ها بیشتر با انواع خاصی از خودروها هماهنگی دارند. برای مثال، رنگ‌های مات و خاص معمولاً در خودروهای لوکس و اسپرت بیشتر به چشم می‌آیند.
- شرایط نگهداری:  رنگ‌های مات و تیره نیاز به نگهداری و مراقبت بیشتری نسبت به رنگ‌های روشن دارند و زودتر کثیف می‌شوند.
- ایمنی:  بعضی از رنگ‌ها در شرایط مختلف دید بهتری دارند و می‌توانند در کاهش احتمال تصادف مؤثر باشند.

### نوآوری در فرآیندهای ساخت

#### استفاده ازرباتیکدر خطوط تولید
استفاده از ربات‌ها در خطوط تولید خودروها از دهه‌ها پیش به عنوان یک فناوری پیشرفته و افزایش بهره‌وری در صنعت خودروسازی مورد استفاده قرار گرفته است. برخی از مزایا و کاربردهای این روبات‌ها عبارتند از:
اتوماسیون فرایندها: ربات‌ها قابلیت انجام وظایف متنوعی از جمله جوشکاری، نصب قطعات، برش، و حمل و جابجایی را در خطوط تولید دارند. این اتوماسیون فرایندها به کاهش وقفه‌ها، افزایش سرعت تولید و کاهش خطاها منجر می‌شود.
دقت بالا: ربات‌ها با دقت بالا و قابل برنامه‌ریزی، می‌توانند وظایف پیچیده و دقیق را با کیفیت بالا انجام دهند، که در نهایت به کاهش بازه خطای تولید و بهبود کیفیت محصول منجر می‌شود.
ارتقاء ایمنی: استفاده از ربات‌ها در وظایف خطرناک یا تکراری، بهبود ایمنی کارکنان را تضمین می‌کند. ربات‌ها در مواجهه با شرایط محیطی خاص و مواد خطرناک می‌توانند به عنوان جایگزین مناسبی باشند.
انعطاف‌پذیری در تغییرات تولید: ربات‌ها به راحتی قابلیت تغییر برنامه و طراحی دارند، که این امکان را به تولید سریع و انعطاف‌پذیر در مقابل تغییرات در نوع و حجم تولید می‌دهند.
کاهش هزینه‌ها: افزایش بهره‌وری، کاهش خطاها و حفظ سلامتی کارکنان به عنوان نتیجه‌ای از استفاده از ربات‌ها، به کاهش هزینه‌های تولید کمک می‌کند.

#### هوش مصنوعی
در زمینه تحقیق و توسعه، هوش مصنوعی به عنوان ابزاری قدرتمند برای طراحی و ارتقاء فناوری‌های جدید در صنعت خودروسازی مورد استفاده قرار گرفته است.